# Millenia
「Millenia」（ミレニア）は、浜田麻里の20枚目のシングル。ポリドールから2000年1月26日に発売された。

## 制作
FBS・NTV系全国ネット『ZZZ所的蛇足講座』のオープニングテーマとして使用され、今作を以てポリドールから発表した最後のシングルとなった。

## 批評
| 専門評論家によるレビュー | 専門評論家によるレビュー |
| レビュー・スコア         | レビュー・スコア         |
| 出典                     | 評価                     |
| ------------------------ | ------------------------ |
| CDジャーナル             | 肯定的                   |

『CDジャーナル』は、歌唱力に関して「張りのあるファルセット・ヴォイスが哀愁メロディの中でキュートな表情のまま力強く熱気を帯びていくさまに惚れ惚れ」としたうえで、楽曲に関しては「ラテンの抒情に凝ったヴォーカル・アレンジを絡めた新境地。表現力アップへの意欲を感じる」といずれも肯定的な評価をしている。

## 収録曲
| 全作詞: 浜田麻里。 |                    |           |                     |      |
| #                  | タイトル           | 作詞      | 作曲                | 時間 |
| 1.                 | 「Millenia」       | 浜田麻里  | 樹風桂              | 5:12 |
| 2.                 | 「BLANC (ブラン)」 | 浜田麻里  | 大槻啓之 & 浜田麻里 | 4:10 |
| 合計時間:          | 合計時間:          | 合計時間: | 9:22                |      |

## メディアでの使用
| # | 曲名         | タイアップ                                                | 出典  |
| - | ------------ | --------------------------------------------------------- | ----- |
| 1 | 「Millenia」 | FBS・NTV系全国ネット『ZZZ所的蛇足講座』オープニングテーマ | [ 1 ] |